# Аресий
Аресий (др.-греч. Ἀρεσίας; умер в 403 году до н. э. или позже) — древнегреческий политический деятель, один из Тридцати тиранов, правивших Афинами в 404—403 годах до н. э.

## Биография
В 404 году до н. э. Аресий стал членом коллегии Тридцати (позже её членов стали называть «Тридцатью тиранами»), к которой перешла власть над Афинами. Известно, что он принадлежал к той трети членов совета, которая была выбрана народным собранием, и представлял филу Леонтида. Уже в 403 году до н. э. «Тридцать» были свергнуты, некоторые из них погибли, а остальные ушли в изгнание. О судьбе Аресия сохранившиеся источники ничего не сообщают.